# Asemesthes subnubilus
Espèce
Synonymes
- Asemesthes aureus Purcell, 1908

Asemesthes subnubilus est une espèce d'araignées aranéomorphes de la famille des Gnaphosidae.

## Distribution
Cette espèce se rencontre en Afrique du Sud au Cap-du-Nord et au Cap-Occidental et en Namibie,.

## Description
Le juvénile holotype mesure 8 mm.
Les mâles mesurent de 4 à 5 mm et les femelles de 5 à 6 mm.

## Systématique et taxinomie
Cette espèce a été décrite par Simon en 1887.
Asemesthes aureus a été placée en synonymie par Dalmas en 1921.

## Publication originale
- Simon, 1887 : « Études arachnologiques. 20e Mémoire. XXVIII. Arachnides recueillis dans le sud de l'Afrique par M. le docteur Hans Schinz. » Annales de la Société Entomologique de France, sér. 6, vol. 7, p. 369-384 (texte intégral).